# Клика (теорија графова)
У теорији графова, клика у неусмереном графу {\displaystyle G=(V,E)} је скуп чворова {\displaystyle V'\subseteq V,} такав да између свака два чвора из {\displaystyle V'}, постоји грана из {\displaystyle E} која их спаја. Другим речима, клика је подграф у коме је сваки чвор директно повезан са сваким другим чвором. Ово је еквивалентно исказу да је подграф индукован са {\displaystyle V'} потпун граф. Величина клике одговара броју чворова које клика садржи.
Одговор на питање да ли постоји клика дате величине у неком графу (проблем клике) је НП-комплетан проблем.
Супротност клики је независан скуп, у смислу да свакој клики одговара независан скуп у комплементу графа.
Израз клика вероватно долази од идеје да ако чворови представљају људе, а гране представљају познанства два човека, онда у датој групи свако познаје свакога, што чини клику.